# Flotte du Ponant
Die Flotte du Ponant (Westwind-Flotte) war während des Ancien Régime die Bezeichnung der französischen Marineeinheiten, die für den Dienst in den Überseekolonien, insbesondere in den Antillen und in Nordamerika, und den Schutz der Seewege dorthin verantwortlich waren. Haupteinsatzgebiet der Flotte du Levant (Ostwind-Flotte) andererseits war der Mittelmeerraum. Ponant und Levant sind die Bezeichnungen für im Mittelmeer vorkommende West- bzw. Ostwinde; die Ausdrücke sind abgeleitet vom Vulgärlateinischen „sol ponens“ (sinkende Sonne) und „sol levens“ (aufgehende Sonne).

## Geschichte

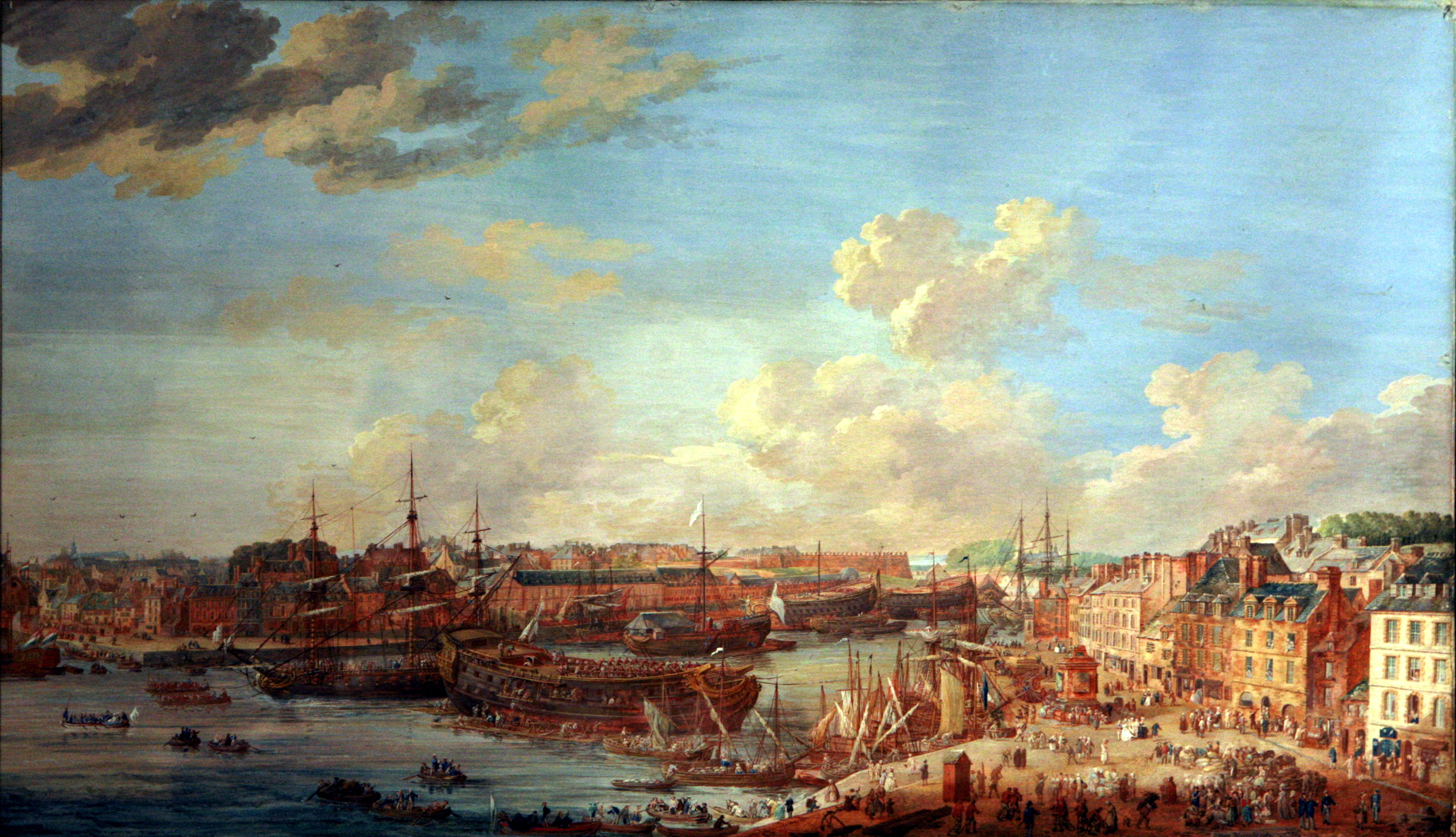
Der Hafen von Brest um 1776

Hauptbasen der Ponant-Flotte waren Brest, seit 1631, und Rochefort, ab 1666, während die Levant-Flotte hauptsächlich von Toulon aus operierte.
Die Bezeichnungen der beiden Flotten sind erstmals in den Ressortzuweisungen der Staatssekretäre im Jahre 1626 bekundet, als Kardinal Richelieu zum Großmeister der Schifffahrt (Grand Maître de la Navigation) ernannt wurde. Die beiden Flotten wurden im Jahre 1642 vereint, aber schon 1661 wieder getrennt. Im folgenden Jahr wurden beide unter die Kontrolle von Jean-Baptiste Colbert gestellt, der 1661 Oberintendant für Finanzen, Handel, Verkehr, Marine und die Kolonien geworden war und 1669 zum ersten Staatssekretär der Marine (Secrétaire d’État à la Marine) ernannt wurde. Von diesem Zeitpunkt an war die gesamte französische Marine immer unter dem Oberbefehl des Staatssekretärs bzw. ab 1791 des Marineministers. Das direkte Kommando der beiden Flotten wurde jeweils einem Vice-amiral de France bzw. dem Vice-amiral du Ponant übertragen. Während der erste Amtsinhaber die Flotte auch noch tatsächlich befehligte, waren seine Nachfolger zu alt um die direkte Flottenführung wahrzunehmen. Die tatsächliche Truppenführung wurde daher während des größten Teils des 18. Jahrhunderts den Lieutenant-général des armées navales übertragen.
Das Musée National de la Marine in Rochefort enthält eine Anzahl von Gemälden zur Geschichte der Flotte du Ponant.

## Flottenstärken

### Flottenstärke am 1. Januar 1723
- Marinebasis Brest[2]
  - 1 Rang
    - Royal Louis (110)

  - 2. Rang
    - Bourbon (74), Neptune (74), Sceptre (74), Lys (72)

  - 3. Rang
    - Élisabeth (66), Grafton (66), Achille (62), Éclatant (62), Hercule (60), Mercure (60), Content (56)

  - 4. Rang
    - Griffon (48), Amphitrite (46), Argonaute (46), Parfait (46), Amazone (42)

  - Leichte Fregatten
    - Victoire (26), Fortune (22), Amarante (12), Flore (10)

  - Flûtes
    - Sarcelle (10)

  - Gabarres
    - Marie-Francoise, Fauvette, Colombe, Tourterelle, Pie
- Marinebasis Rochefort[2]
  - 2. Rang
    - Saint Phillipe (74)

  - 3. Rang
    - Ardent (62), Saint Louis (62), Oriflamme (60)

  - 4. Rang
    - Francois (50), Heros (46), Renommee (46), African (42), Atalante (40), Nereide (40)

  - 5. Rang
    - Ludlow (30)

  - Leichte Fregatten
    - Paon (18), Sphere (14)

  - Flûtes
    - Dromadaire (42), Portefaix (42), Chameau (40), Éléphant (40)
- Marinebasis Le Havre[2]
  - 4. Rang
    - Jason (50)

  - Leichte Fregatten
    - Thetis (26), Venus (26), Meduse (16)

### Flottenstärke am 1. Januar 1786
- Marinebasis Brest[3]
  - 1. Geschwader
    - Linienschiffe: Bretagne (110), Deux Frères (80), America (74), Achille (74), Superbe (74), Patriote (74), Hercule (74)
    - Fregatten: Resolution, Nymphe, Iphygenie, Gentille, Fine, Proselite, Aigrette
    - Korvetten: Badine, Subtile, Ballon, Courier

  - 2. Geschwader
    - Linienschiffe: Terrible (110), Languedoc (80), Citoyen (74), Northumberland (74), Victoire (74), Fourgueux (74), Brave (74)
    - Fregatten: Experiment, Vénus, Engageante, Resolute, Bellone, Cleopatre, Richemont
    - Korvetten: Belette, Fanfaron, Pivert, Furet

  - 3. Geschwader
    - Linienschiffe: Royal Louis (110), Auguste (80), Diademe (74), Magnamine (74), Illustre (74), Borée (74), Argonaute (74)
    - Fregatten: Consolante, Proserpine, Atalante, Gloire, Félicité, Danae, Active
    - Korvetten: Blonde, Duc-de-Chartres, Pilote-de-Indes, Levrette, Tiercelet

  - 4. Geschwader
    - Linienschiffe: Invincible (110), Saint-Esprit (80), Neptune (74), Pluton (74), Téméraire (74), Ferme (74), Zele (74)
    - Fregatten: Meduse, Dryade, Amphitrite, Amazone, Galathee, Emeraude, Surveillante
    - Korvetten: Sincere, Ceres, Malin, Vaneau

  - 5. Geschwader
    - Linienschiffe: Majestueux (110), Duc de Bourgogne (80), Secptre (74), Audacieux (74), Léopard (74), Réfléchi (64)
    - Fregatten: Didon, Penelope, Calipso, Capricieuse, Precieuse, Astrée, Ariel
    - Korvetten: Vigilante, Pandour, Hirondelle, Papillon
- Marinebasis Rochefort[3]
  - 8. Geschwader
    - Linienschiffe: Séduisant (74), Genereux (74), Impetueux (74), Provence (64), Triton, (64), Saint Michel (64), Annibal (50)
    - Fregatten: Pomone, Andromaque, Courageuse, Medee, Fee, Gracieuse, Guadeloupe
    - Korvetten: Alouette, Fanvette, Rossignol, Chien-de-Chasse, Hypocrite, Sylphe

  - 9. Geschwader
    - Linienschiffe: Orion (74), Protecteur (74), Marseillois (74), Sphinx (64), Brillant (64), Amphion (50), Sagittaire (50)
    - Fregatten: Fleur-de-Lys, Railleuse, Hermione, Nereide, Ceres, Flore, Pleaide
    - Korvetten: Favorite, Perdrix, Tourtereau, David, Surprise

## Vice-amiral du Ponant
| Nr. | Name                                      | Bild | Amtszeit            | Amtszeit           |
| Nr. | Name                                      | Bild | Beginn der Amtszeit | Ende der Amtszeit  |
| --- | ----------------------------------------- | ---- | ------------------- | ------------------ |
| 1.  | Jean II. d’Estrées                        |      | 12. November 1669   | Juli 1689          |
| 2.  | Victor-Marie d’Estrées                    |      | Juli 1689           | 27. Dezember 1737  |
| 3.  | Antoine-François de Pardaillan de Gondrin |      | 28. Dezember 1737   | 24. April 1741     |
| 4.  | François de Bricqueville                  |      | 6. Mai 1741         | 29. September 1746 |
| 5.  | Claude-Élisée de Court de La Bruyère      |      | 2. Februar 1750     | 19. August 1752    |
| 6.  | François-Cornil Bart                      |      | 1752                | 22. April 1755     |
| 7.  | Charles-Félix de Poilvilain               |      | September 1755      | 31. Mai 1756       |
| 8.  | Jean-Baptiste Mac Nemara                  |      | 17. Oktober 1756    | 18. Oktober 1756   |
| 9.  | Hubert de Brienne                         |      | 14. November 1756   | 27. Januar 1777    |
| 10. | Joseph de Bauffremont-Courtenay           |      | 26. Februar 1777    | 14. November 1781  |
| 11. | Paul-Hippolyte de Beauvilliers            |      | 1781                | 30. November 1788  |
| 12. | Pierre-Antoine de Raymondis d'Éoux        |      | 1788                | 1792               |